# Campionato Dilettanti Basilicata 1957-1958
Il Campionato Nazionale Dilettanti 1957-1958 è stato il V livello del campionato italiano. A carattere regionale, fu il primo campionato dilettantistico con questo nome, e il sesto se si considera che alla Promozione fu cambiato il nome assegnandogli questo.
Il campionato era organizzato su base regionale dalle Leghe Regionali e le vincenti di ogni girone venivano ammesse alla successiva fase regionale che attribuiva il titolo di lega, mentre erano complessivamente trentadue squadre, distribuite fra le regioni secondo lo schema della vecchia Promozione, a contendersi lo Scudetto Dilettanti.
Questi sono i gironi organizzati dalla Lega Regionale Lucana per la regione Basilicata.

## Girone A

### Squadre partecipanti
| Squadra                            | Città (provincia)           | Stagione 1956-1957 |
| ---------------------------------- | --------------------------- | ------------------ |
| U.S. Aviglianese "Emanuele Stolfi" | Avigliano (PZ)              |                    |
| C.S. Airone A.C.L.I.               | Potenza                     |                    |
| Pol. Atella                        | Atella (PZ)                 |                    |
| U.S. Castelluccio                  | Castelluccio Inferiore (PZ) |                    |
| U.S. Libertas-Invicta              | Potenza                     |                    |
| U.S. Montecalvo                    | Pescopagano (PZ)            |                    |
| U.S. O.N.A.R.M.O.                  | Melfi (PZ)                  |                    |
| C.S. Vultur                        | Rionero in Vulture (PZ)     |                    |

### Classifica finale
|  | Pos. | Squadra                | Pt      | G  | V  | N | P  | GF | GS | DR  |
|  | ---- | ---------------------- | ------- | -- | -- | - | -- | -- | -- | --- |
|  | 1.   | Vultur                 | 21      | 12 | 10 | 1 | 1  | 35 | 6  | +29 |
|  | 2.   | Castelluccio           | 16      | 12 | 8  | 0 | 4  | 20 | 15 | +5  |
|  | 3.   | O.N.A.R.M.O.           | 12      | 12 | 6  | 0 | 6  | 28 | 21 | +7  |
|  | 3.   | Libertas-Invicta       | 12      | 12 | 6  | 0 | 6  | 17 | 15 | +2  |
|  | 5.   | Airone ACLI            | 11      | 12 | 5  | 1 | 6  | 14 | 17 | -3  |
|  | 6.   | Atella (-1)            | 5       | 12 | 3  | 0 | 9  | 5  | 18 | -13 |
|  | 7.   | Montecalvo (-1)        | 1       | 12 | 1  | 0 | 11 | 6  | 42 | -36 |
|  | --   | Aviglianese "E.Stolfi" | Esclusa |    |    |   |    |    |    |     |

Legenda:
      Ammesso alle finali regionali.
      Retrocesso in Prima Divisione.
  Escluso dal campionato e dalla classifica stagionale.
Regolamento:
Due punti a vittoria, uno a pareggio, zero a sconfitta.
Pari merito in caso di pari punti.
Note:
Atella e Montecalvo hanno scontato 1 punto di penalizzazione in classifica per una rinuncia.

## Girone B

### Squadre partecipanti
| Squadra               | Città (provincia) | Stagione 1956-1957 |
| --------------------- | ----------------- | ------------------ |
| U.C. Aurora Bernalda  | Bernalda (MT)     |                    |
| U.S. Bernalda         | Bernalda (MT)     |                    |
| A.S. Ferrandina       | Ferrandina (MT)   |                    |
| U.S. Irsina           | Irsina (MT)       |                    |
| Pol. Libertas         | Matera (MT)       |                    |
| Pol. Libertas Anglona | Tursi (MT)        |                    |
| Pol. Matheola         | Matera            |                    |
| A.S. Saetta           | Grassano (MT)     |                    |

### Classifica finale
|  | Pos. | Squadra               | Pt      | G  | V  | N | P | GF | GS | DR  |
|  | ---- | --------------------- | ------- | -- | -- | - | - | -- | -- | --- |
|  | 1.   | Bernalda              | 22      | 12 | 10 | 2 | 0 | 46 | 6  | +40 |
|  | 2.   | Matheola (-1)         | 10      | 12 | 4  | 3 | 5 | 17 | 17 | 0   |
|  | 2.   | Saetta                | 10      | 12 | 4  | 2 | 6 | 11 | 20 | -9  |
|  | 4.   | Irsina                | 8       | 12 | 4  | 0 | 8 | 15 | 23 | -8  |
|  | 5.   | Libertas Anglona (-3) | 7       | 12 | 5  | 0 | 7 | 12 | 30 | -18 |
|  | 6.   | Libertas (-3)         | 6       | 12 | 4  | 1 | 7 | 12 | 13 | -1  |
|  | 7.   | Ferrandina            | 4       | 12 | 1  | 2 | 9 | 5  | 29 | -24 |
|  | --   | Aurora Bernalda       | Esclusa |    |    |   |   |    |    |     |

Legenda:
      Ammesso alle finali regionali.
      Retrocesso in Prima Divisione.
  Escluso dal campionato e dalla classifica stagionale.
Regolamento:
Due punti a vittoria, uno a pareggio, zero a sconfitta.
Pari merito in caso di pari punti.
Note:
Matheola ha scontato 1 punto di penalizzazione in classifica per una rinuncia.
Libertas Anglona e Libertas Matera hanno scontato 3 punti di penalizzazione in classifica per tre rinunce.

## Finale per il titolo lucano del C.N.D.
|                | Risultato |                | Luogo e data                   |
| -------------- | --------- | -------------- | ------------------------------ |
| Vultur Rionero | 1 - 0     | Bernalda       | Rionero in Vulture, ?? ?? 1958 |
|                |           |                |                                |
| Bernalda       | 2 - 1     | Vultur Rionero | Bernalda, ?? ?? 1958           |
|                |           |                |                                |
| Vultur Rionero | 5 - 1     | Bernalda       | Potenza, ?? ?? 1958            |
|                |           |                |                                |

- Vultur Rionero campione regionale e promosso in Interregionale 1958-1959.

### Libri
- Carlo Maglia, Il calcio dilettantistico lucano 1920-1992 - fatti immagini dati, Napoli, Rocco Curto Editore, 1993,  Vol. I.

### Giornali
- Archivio della Gazzetta dello Sport, anni 1957 e 1958, consultabile presso le Biblioteche:
  - Biblioteca Nazionale Braidense di Milano;
  - Biblioteca Nazionale Centrale di Firenze;
  - Biblioteca Nazionale Centrale di Roma;
  - Biblioteca Civica Berio di Genova;
  - e presso Emeroteca del C.O.N.I. di Roma (non è online ma è da consultare in sede).